# Black Pulcinella
| Recensione | Giudizio |
| ---------- | -------- |
| Rockit     | Positivo |

Black Pulcinella è il settimo album in studio del rapper italiano Clementino, pubblicato il 29 aprile 2022 dalla Sony Music.

## Antefatti
L'album è stato annunciato il 5 aprile 2022 attraverso i canali social del rapper.

## Descrizione
Il titolo Black Pulcinella nasce dall'unione delle parole Black e Pulcinella che hanno un loro significato:
La copertina dell’album porta la firma di Francesco Paura e vuole rendere omaggio al rapper e beatmaker britannico MF DOOM.

## Promozione
La pubblicazione dell'album è stata anticipata dal singolo ATM uscito l'8 aprile 2022.

## Tracce
Testi di Clemente Maccaro, eccetto dove indicato.
1. The Dark Side of Iena White (con LDO) – 2:17 (Clemente Maccaro e Luigi Castaldo)
2. Univers (con 2nd Roof) – 3:42 (musica: Federico Vaccari e Pietro Miano)
3. ATM (con LDO) – 3:02 (Clemente Maccaro e Luigi Castaldo)
4. Revenge (con Enzo Dong ed Endly) – 3:09 (testo: Clemente Maccaro, Giuseppe Caliendo e Vincenzo Mazzarella – musica: Giuseppe Caliendo)
5. Sound of Napoli – 3:15 (Clemente Maccaro, Ettore Grenci ed Elijah Blu Molina)
6. Emirates (con Rocco Hunt) – 3:24 (testo: Clemente Maccaro e Rocco Pagliarulo – musica: Valerio Passeri)
7. Desaparecidos (feat. Geolier) – 3:12 (testo: Clemente Maccaro ed Emanuele Palumbo – musica: Ettore Grenci)
8. Eclissi (con J Lord, Speranza e 2nd Roof) – 3:14 (testo: Clemente Maccaro, Lord Johnson e Ugo Scicolone – musica: Federico Vaccari e Pietro Miano)
9. La belva umana (con Kina) – 1:40 (musica: Pasquale Renella)
10. Amore lo-fi (feat. Madame) (con Nicola Siciliano, Endly e Rnla) – 3:19 (testo: Clemente Maccaro e Francesca Calearo – musica: Giuseppe Caliendo, Paolo Maccaro e Giuseppe Renella)
11. Capate storte (con Mattak e Dat Boi Dee) – 2:29 (testo: Clemente Maccaro e Mattia Falcone – musica: Davide Totaro)
12. Crazy Shit (VM18) (con Nello Taver e Vinz Turner) – 3:04 (testo: Clemente Maccaro e Vincenzo Siciliano – musica: Vincenzo Pezzella)
13. MKCNF8 (con Nerone ed LDO) – 3:04 (Clemente Maccaro, Massimiliano Figlia e Luigi Castaldo)
14. Non passa mai (con La Niña, Ensi, Endly e Rnla) – 2:47 (testo: Clemente Maccaro, Jari Ivan Vella e Carola Moccia – musica: Giuseppe Caliendo e Giuseppe Renella)
15. Black Pucinella (con LDO) – 2:33 (musica: Luigi Castaldo)

## Classifiche
| Classifica (2022) | Posizione massima |
| ----------------- | ----------------- |
| Italia            | 7                 |